# Rhizopulvinaria virgulata
Rhizopulvinaria virgulata är en insektsart som beskrevs av Borchsenius 1952. Rhizopulvinaria virgulata ingår i släktet Rhizopulvinaria och familjen skålsköldlöss. Inga underarter finns listade i Catalogue of Life.